# Danthonieae
Danthonieae — триба багаторічних чи, рідше, однорічних трав'янистих чи, рідкісно, дещо деревних рослин родини тонконогові (Poaceae). Триба містить приблизно 20 родів.

## Опис
Рослини мають кореневища або столони. Стебла тверді або, дуже рідко, порожнисті. Листові пластини відносно вузькі. Суцвіття — волоть, чи, рідше, китиця чи містить колоси. Колоски двостатеві чи одностатеві з 1–6(20) жіночими або бісексуальними квітами. Колоскових лусок дві, і зазвичай рівні; верхні квіткові луски добре розвинені, іноді відносно короткі; тичинок 3; зав'язь оголена або рідко з верхівковими волосками. Гігроскопічно скручений остюк — це одна з найпростіших ознак, за допомогою якої можна визнати членів цієї підродини.

## Список родів
Підродина Danthonioideae

incertae sedis:
- Alloeochaete
- Danthonidium
- Phaenanthoecium

триба Danthonieae:
- Austroderia
- Capeochloa
- Chaetobromus
- Chimaerochloa
- Chionochloa
- Cortaderia
- Danthonia
- Geochloa
- Merxmuellera
- Notochloe
- Pentameris
- Plinthanthesis
- Pseudopentameris
- Rytidosperma
- Schismus
- Tenaxia
- Tribolium

## Поширення
Рослини триби поширені по всьому світі. Населяють відкриті середовища існування — від сухих до середньовологих — трав'янисті місцевості, пустища, рідколісся.
В Україні зростають: 
- дантонія альпійська (Danthonia alpina) — на лісових луках і галявинах, кам'янистих схилах, в нижньому гірському поясі — в Карпатах, дуже рідко
- кортадерія дводомна (Cortaderia dioica) — в садах і парках південного берега Криму, інтродукована з Південної Америки